# Vansi
Vansi este o arie protejată (arie specială de conservare — SAC, sit de importanță comunitară — SCI) din Estonia întinsă pe o suprafață de 140,8 ha, integral pe uscat.

## Localizare
Centrul sitului Vansi este situat la coordonatele 59°13′00″N 24°20′41″E / 59.2168°N 24.3447°E.

## Înființare
Situl Vansi a fost declarat sit de importanță comunitară în mai 2009 pentru a proteja 1 specie de plante. Situl a fost protejat și ca arie specială de conservare în aprilie 2009.

## Biodiversitate
Situată în ecoregiunea boreală, aria protejată conține 2 habitate naturale: Mlaștini alcaline, Taiga vestică.
La baza desemnării sitului se află o specie protejată de  plante: Saussurea alpina subsp. esthonica.
Pe lângă speciile protejate, pe teritoriul sitului au mai fost identificate 1 specie de plante.